# Bertrando II di Provenza
Bertrando II (... – 1093 circa) è stato conte di Provenza dal 1063 alla sua morte.

## Origine
Figlio primogenito del conte di Provenza, Goffredo I e della moglie Stefania o Dolce (?- dopo il 1096, anno in cui Stefania fece una donazione per l'anima del figlio Bertrando), come viene riportato dal documento nº 184 del Cartoulaire de l'abbaye de Saint-Victor de Marseille tome I; secondo lo storico Szabolcs de Vajay, Stefania era viscontessa di Marsiglia, figlia del visconte di Marsiglia, Guglielmo II.
Goffredo I di Provenza era figlio terzogenito del conte di Provenza, Guglielmo II e della moglie Gerberga di Borgogna (?-1026), figlia del conte e duca Ottone I Guglielmo di Borgogna, come testimonia il monaco cluniacense e cronista, Rodolfo il Glabro (958-1026) e di Ermentrude di Reims (950-?), Contessa di Mâcon e Besançon.

## Biografia
Bertrando viene citato per la prima volta nel 1057, in un documento di una donazione fatta assieme ai genitori
Nel 1063 circa, alla morte del padre, Bertrando gli successe nel titolo di conte di Provenza. Secondo un documento del 1063 (o precedente) dell'Histoire de Monmajour, Revue Historique de Provence, 1ère année, di una donazione all'Abbazia di Montmajour, infatti Bertrando viene citato col titolo di conte.
In quello stesso documento di donazione all'Abbazia di Montmajour, viene citata, oltre che la madre Stefania anche la moglie, Matilde, della quale non si conosce la famiglia di provenienza.
Nello stesso periodo, dopo la morte (1062) del cugino, Bertrando I di Tolosa e Provenza, cercò inutilmente di riportare il marchesato di Provenza sotto il controllo della casata di Provenza, ma dovette scontrarsi con l'opposizione dei nipoti di Bertrando I di Tolosa e Provenza, prima di Guglielmo, e poi di Raimondo di Saint-Gilles. Bertrando comunque come risulta dalle Mémoires pour servir à l'histoire des comtés de Valentinois et de Diois assunse il titolo di conte e marchese di Provenza
Bertrando spostò la capitale della contea da Arles a Tarascona, preoccupandosi di proteggere l'abbazia di San Vittore di Marsiglia.
Dopo il 1070, dovette intervenire attivamente nella Lotta per le investiture ecclesiastiche, nelle quali i suoi avversari si appoggiarono al suo nemico, lo scomunicato, Raimondo di Saint-Gilles, che appoggiava l'imperatore, Enrico IV di Franconia, mentre Bertrando si era schierato con il papa Gregorio VII.
Secondo le Mémoires pour servir à l'histoire des comtés de Valentinois et de Diois, Bertrando, dopo aver sostenuto la convocazione del Concilio di Provenza del 1080, con un atto ufficiale, nel 1081, si dichiarò obbediente al papa, dichiarandosi contrario all'imperatore.
Morì nel 1093 lasciando il titolo di contessa di Provenza alla sorella Gerberga di Provenza, ma in realtà il governo della contea passò alla madre, che da quel momento si fece chiamare Dolce, mentre si accordò con il conte di Saint-Gilles, Raimondo a cui, sempre secondo le Mémoires pour servir à l'histoire des comtés de Valentinois et de Diois, andò il titolo di marchese di Provenza; Raimondo era suo cognato, avendo sposato una sua sorella e non sua figlia come erroneamente sostengono le Mémoires pour servir à l'histoire des comtés de Valentinois et de Diois.
Che Raimondo di Saint-Gilles fosse il marchese di Provenza fu inoltre confermato da una bolla pontificia del 22 luglio 1096, in cui papa Urbano II lo accredita come conte di Tolosa e marchese di Provenza.

## Discendenza
Bertrando II aveva sposato Matilde, di cui non si conoscono gli ascendenti e da cui ebbe una figlia:
- Cecilia (?-1150), che, secondo l'Histoire Générale de Languedoc, Tome V, Preuves, Chartes et Diplômes, sposò, nel 1083, il Visconte di Béziers, Bernardo Aton Trencavel[13] (?-1129).

### Fonti primarie
- (LA)  Cartoulaire de Marseille Saint-Victor Tome I.
- (LA)  Recueil des Chartes de l'Abbaye de Cluny, tome III.
- (LA)  Histoire Générale de Languedoc, Tome V, Preuves, Chartes et Diplômes.
- (LA)  Rodulfi Glabri Historiarum Libri Quinque.
- (LA)  Bullaire de l'Abbaye de Saint-Gilles.

### Letteratura storiografica
- Louis Halphen, La Francia nell'XI secolo, in «Storia del mondo medievale», vol. II, 1979, pp. 770–806
- Louis Halphen, Il regno di Borgogna, in «Storia del mondo medievale», vol. II, 1979, pp. 807-821
- Z. N. Brooke, "Gregorio VII e la prima disputa tra impero e papato", cap. XII, vol. V della Storia del Mondo Medievale, 1980, pp. 353-421.
- Paul Fournier, Il regno di Borgogna o d'Arles dall'XI al XV secolo, in «Storia del mondo medievale», vol. VII, 1981, pp. 383–410
- (FR)  Mémoires pour servir à l'histoire des comtés de Valentinois et de Diois.
- (FR)  Histoire Générale de Languedoc, Tome II, Notes.